# Anna Strzelecka
Anna Strzelecka z domu Anna Zofia Kabłak (ur. 16 września 1903 w Nowym Targu, zm. 25 lutego 1975 w Krakowie) – polska historyk, mediewistka. 

## Życiorys
Studiowała historię na UJK. Doktorat tamże w 1932 roku. Przed 1939 rokiem nie była związana z żadną placówką naukową. W czasie okupacji była czynna w konspiracji. Po 1945 rokiem związała się z PAU, a później z PAN w Krakowie. Pracownik redakcji PSB. Autorka licznych biogramów i prac, dotyczących głównie historii Polski XV wieku. 

## Wybrane publikacje
- O królowej Jadwidze Studia i przyczynki, Lwów 1933.
- Rachunki królewskie z lat 1471-1472 i 1476-1478, oprac. S. Gawęda, Z. Perzanowski, A. Strzelecka, Wrocław: Zakład Narodowy im. Ossolińskich - Wydawnictwo PAN 1960.
- Jadwiga królowa [w:] Dzieło Jadwigi i Jagiełły. W sześćsetlecie chrztu Litwy i jej związków z Polską. Antologia historyczno-literacka, wybór i oprac. Wojciech Biliński, Warszawa 1989.